# Waterman Building (Chicago)
El Waterman Building es un edificio histórico en State Street en el Loop de Chicago (Estados Unidos). Diseñado por Holabird & Root, la construcción comenzó en 1919 y se completó en 1920. El primer piso originalmente albergaba la tienda de Chicago de Waterman Pen Company, mientras que las oficinas de Waterman estaban ubicadas en los pisos superiores.

## Historia

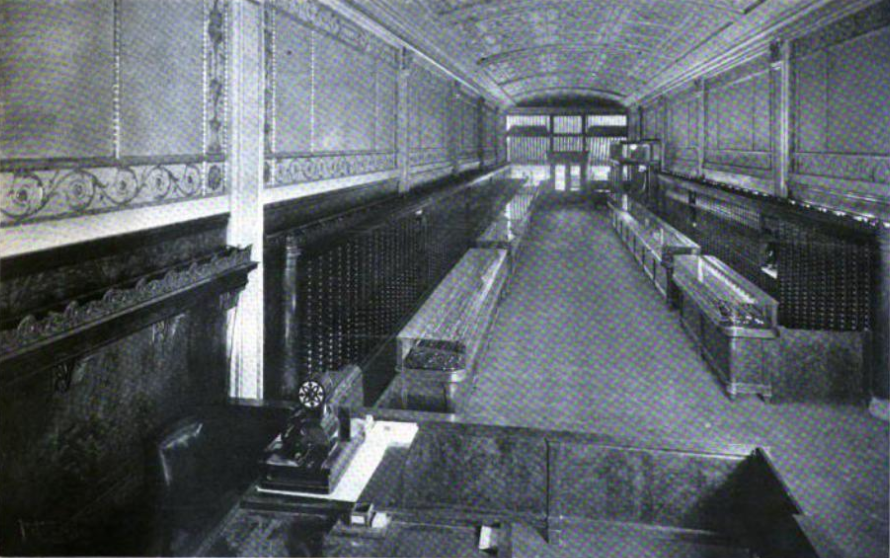
Sala de ventas del edificio Waterman, 1920

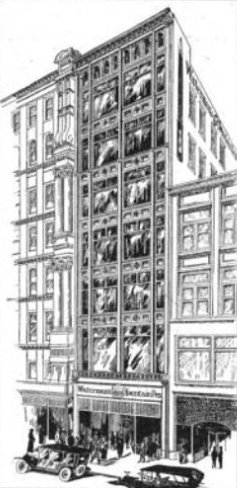
Ilustración del edificio Waterman, 1920

En 1918, Waterman Pen Company comenzó a arrendar la propiedad e inicialmente anunció planes para renovar el edificio existente y reemplazar su fachada, a un costo estimado de 100 000 dólares. Sin embargo, Waterman construyó un edificio completamente nuevo, a un costo de 225 000 dólares. Diseñado por Holabird y Roche, fue el primer edificio nuevo construido en el Loop de Chicago tras el comienzo de la Primera Guerra Mundial. El exterior estaba revestido con terracota azul y paneles de mosaico encáustico, mientras que el interior presentaba muebles y accesorios de nogal negro, un techo abovedado decorado en plata y gris, y pisos de baldosas de corcho. Waterman se mudó al edificio el 10 de mayo de 1920.
En 1922, el Chicago Business College comenzó a alquilar el sexto piso del edificio. En 1923, White Star Line comenzó a alquilar el segundo piso del edificio por 10 000 dólares al año. El 20 de octubre de 1938, Three Sisters, una tienda de ropa para mujeres, abrió su quinta tienda en el área de Chicago en el edificio Waterman. El 21 de febrero de 1952, Mary Jane Shoes abrió su tienda en el edificio.
En la década de 1960, el edificio albergaba Stanley Green's, una cafetería y bufet kosher. En la planta baja se ubicaba la cafetería, mientras que en la inferior se ubicaba el comedor y la coctelería. De 1967 a 2018, el restaurante Beef and Brandy estuvo ubicado en la planta baja, mientras que su bar, el Bar Below, estuvo ubicado en la planta baja. En 2018, el edificio se vendió y Sonder Corp. tenía la intención de renovarlo y abrir un hotel de 41 habitaciones en los cuatro pisos superiores, con tiendas minoristas en los dos primeros pisos. Sin embargo, este plan no se concretó y el edificio ha vuelto a estar a la venta.